# Двойная сплошная
Двойная Сплошная — российская музыкальная группа из Санкт-Петербурга, созданная в 2003 году Мариной Парфёновой исполняющая авторские песни в стилях постгранжа, построка, поп-рока. Группу выделяет яркий,мощный вокал Марины, мелодичность и в меру тяжелое гитарное звучание.

## Состав
Состав группы весной 2024 года:
- Марина Парфёнова - вокал, гитара, автор песен
- Инна Плёнкина - бас-гитара, бэк-вокал
- Andy Vladych - барабаны
- Николай Семёнов - гитара

## История
На момент создания группы Марина Парфёнова училась в ФИНЭКе. Вечерами она пела для друзей каверы вперемешку со своими песнями. В то время в Университете проходил конкурс талантов. Друзья уговорили её принять участие, спеть свои песни под гитару. В этот момент Марина поняла, что для исполнения её музыки на сцене одной гитары недостаточно, нужны ещё музыканты. Так образовалась группа, в которую вошли: Инна Плёнкина - бас, Юрий Андреянов(?) - соло гитара, Александр(?) - барабаны.
Название "Двойная Сплошная" было придумано как символ большого города, движения, пути. По одной из версий группа получила такое название после инцидента с пересечением двойной сплошной во время ночных катаний.
После победы на конкурсе группа продолжила творческую деятельность, "Двойную" стали замечать, приглашать на концерты, фестивали.
Состав инструментов у группы не менялся на протяжении всей истории - это 2 гитары, бас-гитара и барабаны. Марина совмещает гитару и вокал. В некоторых периодах Анна Степанова и Инна Плёнкина брали на себя бэк-вокал. Музыкальный материал и мощный вокал Марины позволял группе исполнять как мощные роковые и гранжевые песни, так и баллады и танцевальные композиции. Стилистически творчество группы можно отнести как к постгранжу, построку, поп-року.
С 2004 по 2015 год группа дала множество концертов, интервью, участвовала в фестивалях и конкурсах, регулярно становясь лауреатами и занимая первые места.
Наиболее значимые события для группы за тот период:
- участие в фестивале "Балтийский Берег" приз судейских симпатий из рук Сергея Чигракова  * участие в фестивале "Балтийский Берег".
- была отмечена Вадимом Самойловым в передаче "Худсовет" на "Нашем Радио"
- участие на фестивале "Рок-Герой" по приглашению Вадима Самойлова.
- Обладатель гран-при фестиваля "Прорыв-осень 2013"[2].
- победа на фестивале "Окна Открой"[3] и выступление на гала-концерте[4].
- участие и выступление на гала-концерте "Metro on Stage"
- интервью с группой было опубликовано на первой странице газеты "Metro"
- играла по приглашению администрации на праздновании дня города Санкт-Петербурга
- выступала во время проведения Большой Регаты на набережной Невы
- участие в благотворительном концерте организованным фондом АдВита, помогающим больным раком.
- при поддержке благотворительного фонда "Артист" дала акустический концерт в центре протезирования и реабилитации инвалидов им.Альбрехта
- благотворительный концерт в поддержку центра помощи бездомных животных "Потеряшка".
- концерты-квартирники - "В гостях у братца кролика", "АиФ-Квартирник"[5].
- интервью с Женей Глюкк в эфире телеканала ВОТ в передаче "rock'n'roll Глюкк"[6].
- эфир на радио Шансон 24 - в программе "Надежды маленький оркестрик"[7].
- эфир на радио России - в передаче о рок-музыкантах Петербурга
- эфир на телеканале СТО в музыкальной передаче Александра Малича "Телевечер" (Живые люди)[8].

Несмотря на успехи, в 2015 году, по ряду причин группа приостанавливает деятельность. Музыканты остаются на связи и иногда собираются вместе, но концертов группа практически не даёт.
Новый этап жизни группы начинается осенью 2023 года, когда старые участники "Двойной" собираются вместе и решают продолжить деятельность. Группа усиливается опытными музыкантами, такими как Андрей Дмитриев (Andy Vladych ex. "Theodor Bastard"), который ранее уже был в составе группы и Николай Семёнов (ex. "Тишина").

### Релизы
- 31.05.2024 Сингл "Вместе-После" — песня о том, что же остаётся в сердце после расставания с любимыми.
- 11.07.2024 Сингл "Аська" — Эта лёгкая, летняя, танцевальная композиция — путешествие в недалёкое прошлое, когда "цифровое" общение только входило в нашу жизнь.
- 11.08.2024 Сингл "Милый Парень" — Это лёгкая, шутливая и танцевальная песня о летних приключениях, которая по своему сюжету напоминает французский фильм. Она яркая, смелая и весёлая, а главное — с хэппи-эндом!

### Видео
- Видео на песню "Города" снятое в формате 3D студией VectorFilm
- Видео с выступления группы Двойная Сплошная на фестивале Окна Открой 2015

### Пресса
- АиФ-Квартирник: в гостях SPB.AIF.RU побывала группа «Двойная Сплошная»
- Статья "Двойная Сплошная - на одном дыхании"